# Albano Sant’Alessandro
Albano Sant’Alessandro ist eine Gemeinde mit 8247 Einwohnern (Stand 31. Dezember 2023) in der Provinz Bergamo in der italienischen Region Lombardei.

## Geographie
Die Nachbargemeinden sind Bagnatica, Brusaporto, Costa di Mezzate, Montello, Pedrengo, San Paolo d’Argon, Seriate und Torre de’ Roveri.